# Майбек, Кристер
Кристер Майбек (швед. Christer Majbäck; 30 января 1964 года, Юккасъярви) — шведский лыжник, призёр Олимпийских игр, чемпион мира, победитель этапа Кубка мира.

## Карьера
В Кубке мира Майбек дебютировал в 1984 году, в декабре 1989 года одержал свою единственную в карьере победу на этапе Кубка мира. Кроме этого имеет на своём счету 10 попаданий в тройку лучших на этапах Кубка мира. Лучшим достижением Майбекка в общем итоговом зачёте Кубка мира является 5-е место в сезоне 1989/90.
На Олимпийских играх 1988 года в Калгари, занял 11-е место в гонке на 15 км классикой.
На Олимпийских играх 1992 года в Альбервиле, завоевал бронзу в гонке на 10 км классикой, кроме того был 4-м в эстафете, 6-м в гонке на 30 км классикой, 6-м в гонке преследования и 16-м в гонке на 50 км коньком.
На Олимпийских играх 1994 года в Лиллехаммере, занял 6-е место в эстафете, 6-е место в гонке на 50 км классикой, 19-е место в гонке на 10 км классикой и 23-е место в гонке преследования.
За свою карьеру принимал участие в пяти чемпионатах мира, на которых завоевал одну золотую, две серебряные и две бронзовые медали.
После завершения спортивной карьеры Майбек основал фирму по производству лыжной мази.